# Gavin Swift
Gavin Swift (* in Bristol, England) ist ein britisch-ungarischer Theater- und Filmschauspieler sowie Komponist.

## Leben
Swift wurde in Bristol geboren und besuchte die dortige Bristol Old Vic Theatre School, die er 2012 erfolgreich abschloss. Neben seinen Muttersprachen Englisch und Ungarisch spricht er auch Japanisch, da er aufgrund eines Stipendiums als Jugendlicher in Japan lebte.
Seit seiner Zeit an der Theaterschule ist Swift als Theaterschauspieler aktiv. Er stand auf der Bühne des Piltochry Festival Theatre, der Tobacco Factory und beim Edinburgh Fringe Festival und war Teil des Ensemble der Tom Jones on tour in the West Country. Er ist außerdem als Komponist und musikalischer Leiter tätig.
2013 übernahm er im Spielfilm The Fold in der Rolle des Arran Bainbridge. Diese Nebenrolle war seine erste Filmrolle. 2017 hatte er eine der Hauptrollen im Spielfilm King Arthur: Excalibur Rising inne, in dem er den Antagonisten Mordred verkörperte.

## Filmografie
- 2013: The Fold
- 2017: King Arthur: Excalibur Rising

## Theater (Auswahl)

### Schauspiel
- Punk Rock (Bristol Old Vic Theatre School)
- King Lear (Bristol Old Vic Theatre School)
- The Pain and the Itch (Bristol Old Vic Theatre School)
- Talking to Terrorists (Bristol Old Vic Theatre School)
- Hay Fever (Bristol Old Vic Theatre School)
- School for Scandal (Bristol Old Vic Theatre School)
- A Little Night Music (Piltochry Festival Theatre)
- The Importance of Being Earnest (Piltochry Festival Theatre)
- Improbable Fiction (Piltochry Festival Theatre)

### Komponist
- Hamlet
- Brian Friel's The Yalta Game
- A Girl from Frankfurt: Anne Frank the Musical